# Ива
И́ва (лат. Sálix) — род древесных растений семейства Ивовые (Salicaceae).
В русском языке по отношению к отдельным видам ивы используется множество собственных названий — ветла́, раки́та, лоза́, лози́на, ве́рба, тальни́к.
Широко распространённые в средней части России растения. Большинство видов ив любят влажность и селятся в сырых местах, в сухих же местах (на склонах, песках и т. п.) и на болотах растут сравнительно немногие виды. Встречается ива и в лесах, как подмесь к другим деревьям.
Внешний вид ив весьма разнообразен: среди них есть высокие деревья (ива белая, ива ломкая, ива козья) и кустарники (ива прутовидная, ива волчниковая, ива пурпурная), иногда довольно мелкие, приземистые, стелющиеся по земле (ива лопарская, ива розмаринолистная, ива черничная); в полярных же странах и на высоких горах, в нагорных областях, растут ещё более мелкие ивы-карлики, такие как (ива травянистая, ива сетчатая), весьма мелкие кустарнички, не выше 2,5 сантиметров, и не превышающие мхов, среди которых они растут.
Ивы — древние растения. Отпечатки их листьев попадаются в отложениях меловой формации.

## Ботаническое описание

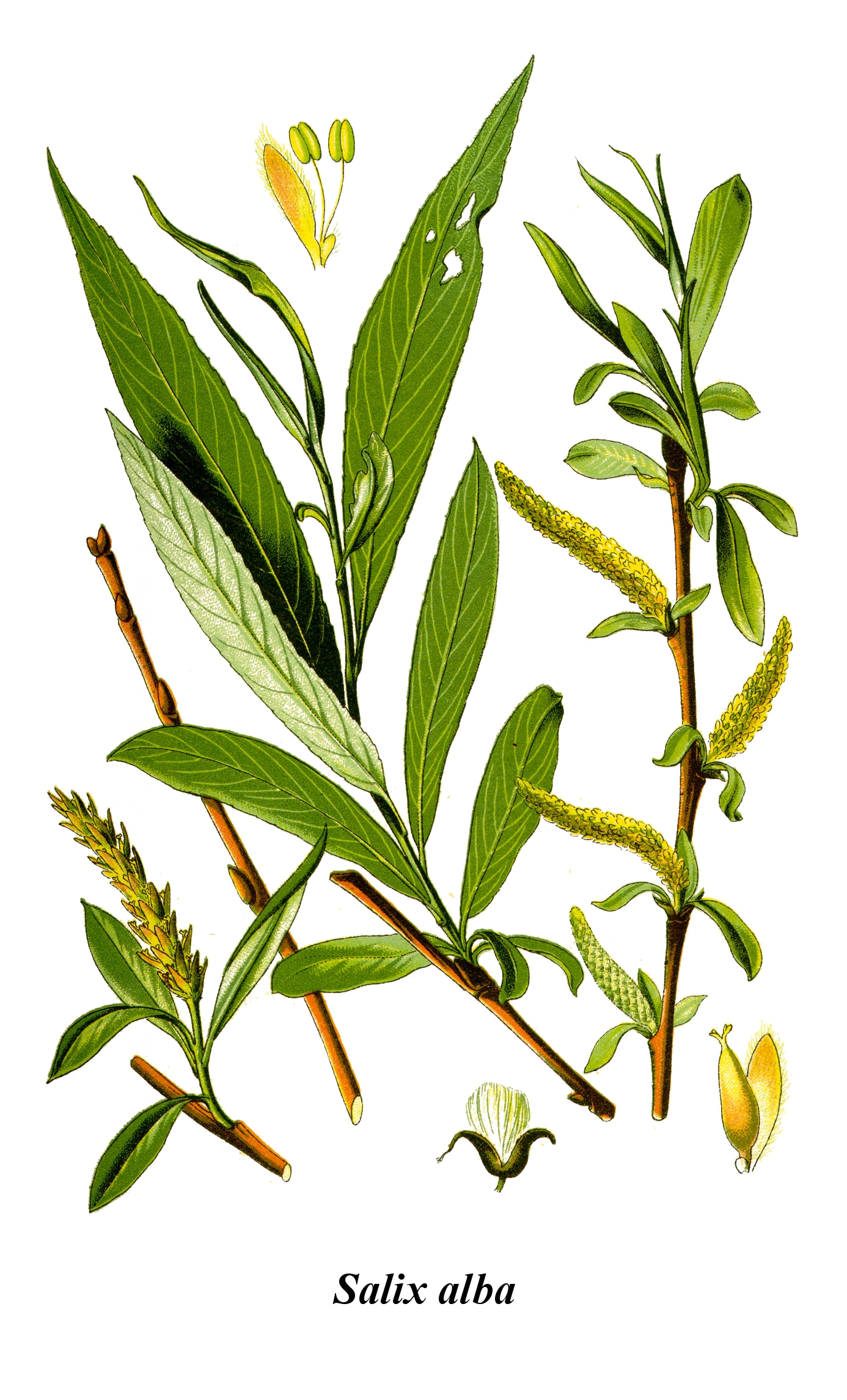
Ива белая.

Листва у одних видов ив густая, курчавая, зелёного цвета, у других более редкая сквозистая, серо-зелёного или серо-белого цвета.
Листья очерёдные, черешчатые; листовая пластинка у одних видов широкая, эллиптическая, у других довольно узкая и длинная; край пластинки только у немногих видов цельный, у большинства же мелко или крупно зубчатый. Пластинка бывает или блестящего, ярко-зелёного цвета на обеих поверхностях, или только на верхней; нижняя же поверхность у таких ив от волосков и от сизого налёта бывает серого или голубоватого цвета. Цилиндрический черешок довольно короткий; у основания его находятся два прилистника, большей частью зубчатых, широких, или узких; они сохраняются или только до полного развития листа, или всё лето. Прилистники служат хорошим признаком для различения разных видов ив; один вид, носящий название Ива ушастая (Salix aurita) имеет прилистники большие, торчащие в виде ушей. Весьма любопытно то, что прилистники наиболее развиваются на молодой поросли, вырастающей от ствола или от корней.
Стебель ветвистый; ветви тонкие, прутьевидные, гибкие, ломкие, с матовой или блестящей корой, пурпурового, зелёного и других цветов. Почки также различного цвета, тёмно-бурые, красно-жёлтые и т. п.; наружные покровные чешуйки их взаимно срастаются своими краями в цельный колпачок, или чехлик, отделяющийся, при разрастании почек, у своего основания и спадающий тогда целиком. Верхушечная почка на ветвях обыкновенно отмирает, а соседняя к ней боковая даёт наиболее сильный побег и, так сказать, заменяет собою отмершую верхушечную почку.

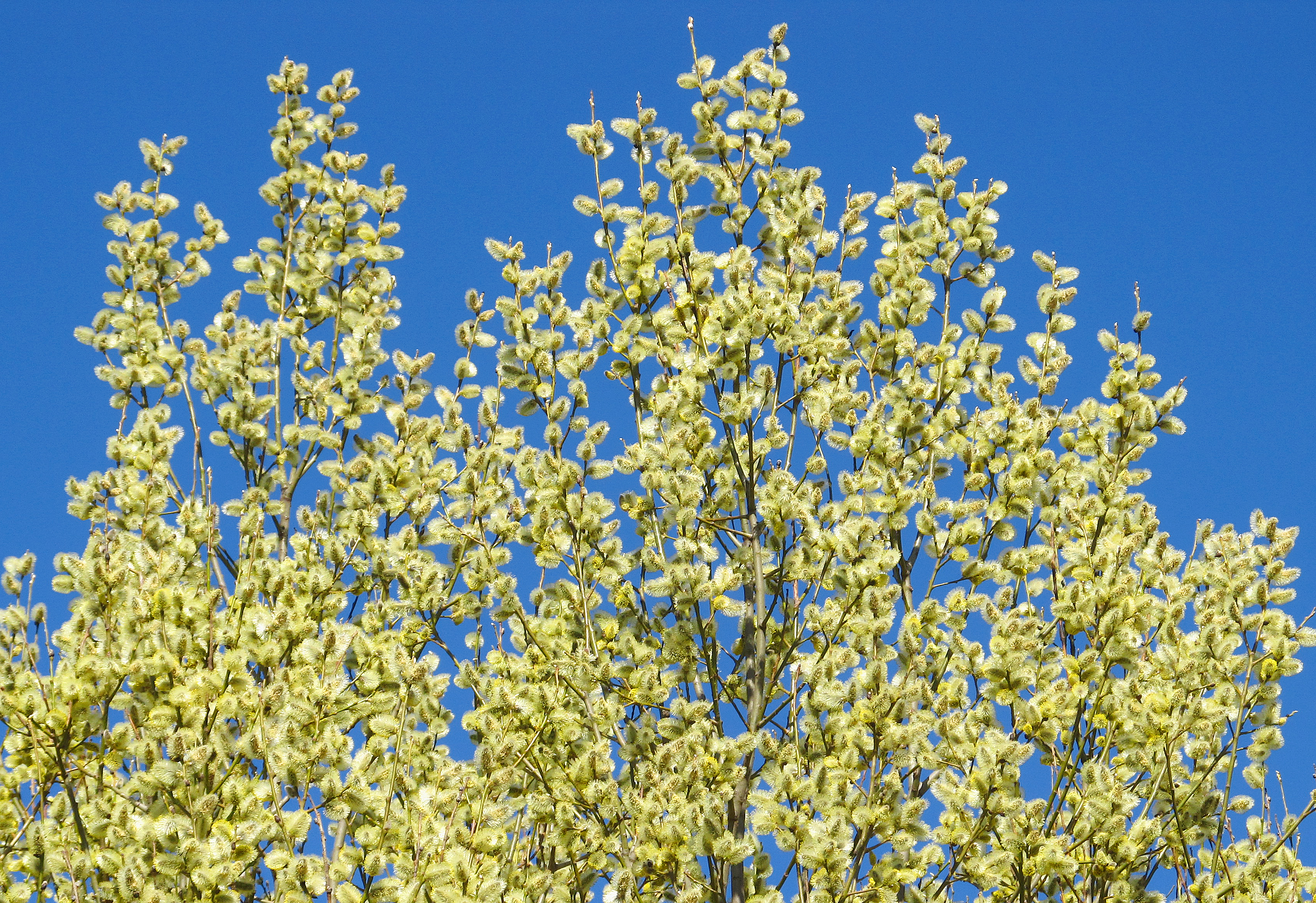

Цветут некоторые из ив ранней весной до распускания листьев (например, Salix daphnoides), другие — в начале лета, одновременно с появлением листьев или даже позже (например, Salix pentandra).

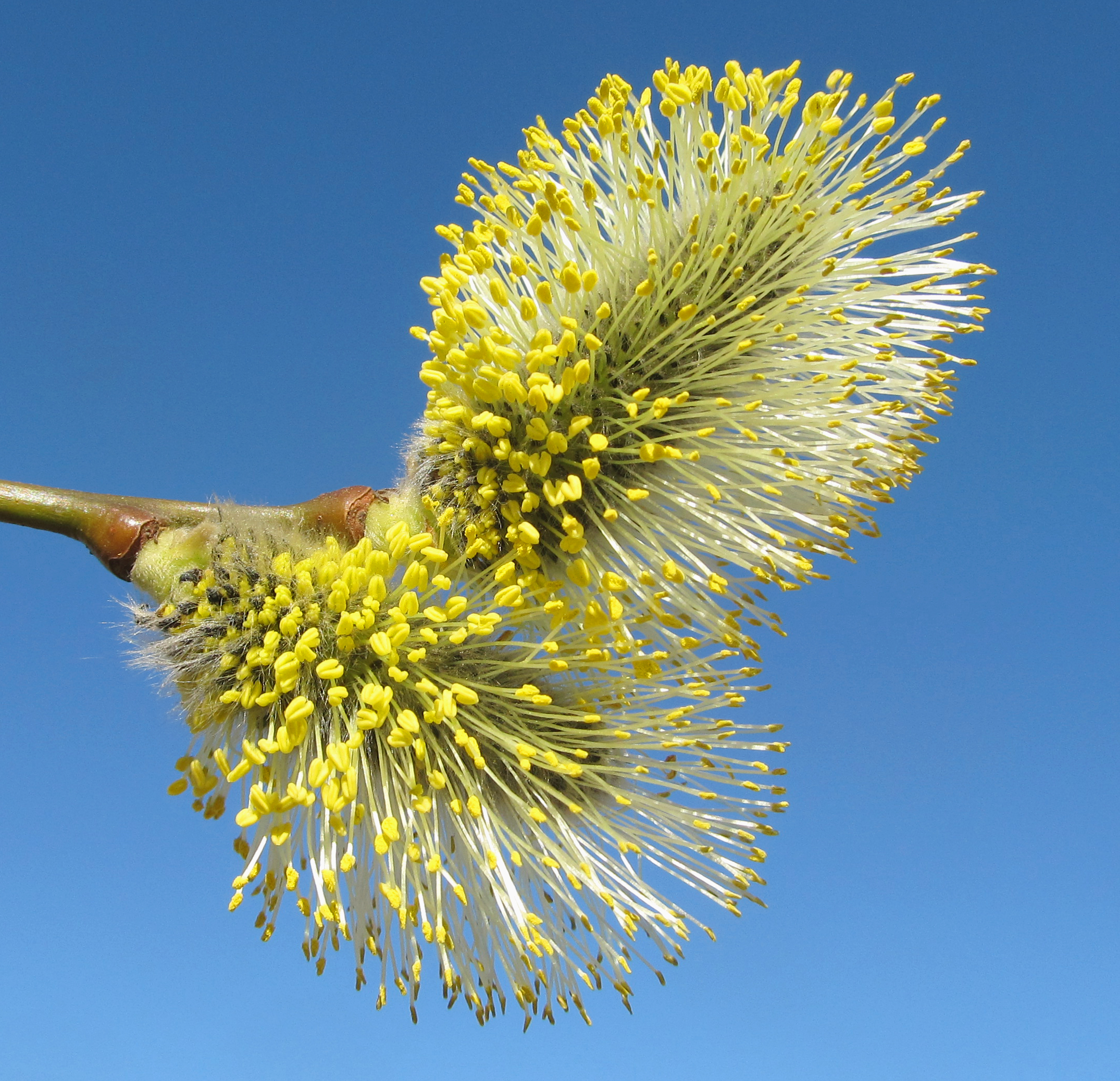

Цветки раздельнополые, весьма мелкие и сами по себе мало заметные; только благодаря тому, что они бывают собраны в густые соцветия (серёжки), отыскивать их нетрудно, а у ив, цветущих до распускания листьев, соцветия резко заметны. Серёжки однополые, или только с мужскими, или только с женскими цветками; мужские и женские серёжки появляются на различных особях: ива в полном смысле слова растения двудомные. Строение цветков в общем однотипно: в мужских по две тычинки, в женских по одному пестику, в тех и других имеются нектарники.
Плод — коробочка, вскрывающаяся двумя створками. Семя весьма мелкое, покрытое белым пушком, довольно лёгкое, свободно переносимое ветром на далёкие расстояния. На воздухе семена ивы сохраняют свою всхожесть в продолжение только нескольких дней; попав же в воду, на дно водных бассейнов, они сохраняют свою всхожесть в продолжение нескольких лет. В этом причина того, что высохшие канавы, пруды, илистая грязь, вычерпанная при очистке пруда или речки, иногда обильно покрываются в короткое сравнительно время ивовыми всходами. Молодой росток ивы очень слаб и легко заглушается травой, но растёт он очень быстро; древесные же ивы вообще в первые годы своей жизни растут необыкновенно быстро. В природе ивы размножаются семенами, в культуре же, главным образом — черенками и отводками; живая веточка ивы, кол, вбитый в землю, быстро укореняются.
|                                                             |  |  |
| Кора ивы белой, листья и соцветия (серёжки) ивы остролистой |  |  |

## Распространение и экология
По современной классификации, род Ива насчитывает более 600 видов, распространённых, главным образом, в прохладных областях Северного полушария, где ива заходит за полярный круг. Несколько таксонов произрастают в тропиках. В Северной Америке — более 65 видов, из которых только 25 достигают размеров дерева.
Обычно это деревья высотой до 15 м или кустарники, однако среди некоторых видов ивы встречаются экземпляры высотой до 40 м и диаметром ствола более 0,5 м.
В холодных странах ивы растут далеко на севере, таковы весьма низкорослые карлики-ивы ива туполистная, ива сетчатая, ива травянистая, ива полярная. В горах произрастают низкорослые ивы ива травянистая и другие, которые доходят до самой снежной границы. Полярные и высокогорные ивы — низкорослые стелющиеся кустарнички — до нескольких сантиметров в высоту (ива полярная, ива травянистая и другие).
Часто встречаются их межвидовые гибриды.
Различные виды ивы имеют в русском языке собственные названия: ветла, верба, шелюга, ракита (крупные деревья и кустарники, главным образом в западных областях европейской части России); лоза, лозняк (кустарниковые виды); тал, тальник (большей частью кустарниковые виды, в восточных областях европейской части, в Сибири и Средней Азии).
Благодаря способности давать придаточные корни ивы легко размножаются черенками и даже кольями (за исключением Salix caprea — бредины, или ивы козьей). Семена теряют всхожесть в течение нескольких дней; лишь у ивы пятитычинковой (Salix pentandra) семена сохраняют всхожесть до следующей весны.

### Болезни и вредители
Вредители ивы среди насекомых: Cecidomya salicis, Cecidomya saliciperda, Tortrix (Helias) Chlorana (исключительно для Salix viminalis и её разновидностей), Bombyx Salicis, Agrotis vallugera, Curculio crux, Phratora vitellinae, Phratora vulgarissima, Galer ucacapreae и Galer lincola (наиболее страдает Salix viminalis, меньше же всего Salix amgydalina).
Паразитирующие грибы: из родов Erysiphe, Rhytisma и Melampsora.

## История
Ботаническая история ивы начинается с I века. Плиний Старший, автор знаменитой «Естественной истории» в 37 книгах, первым из учёных описал восемь видов ивы.
Начиная с XVIII века учёные осуществляют попытки выработать единую классификацию ив. Известный ботаник Карл Линней установил двадцать девять видов ив. Поначалу с ним согласились, но через несколько лет учёный Скополи оспорил выводы Линнея.
Начало изучения ив в России мы находим в трудах Гмелина. Во «Flora Sibirica» из 15 видов ив, описанных Гмелином (1747) Линней процитировал только семь — те, которые распространены в Европе: в примечаниях к некоторым видам Линней (1753) указывал об использовании экземпляров и материалов, присланных ему И. Г. Гмелином.
Впоследствии указания о видовом составе рода для территории России приводятся П. С. Палласом. Во «Flora Rossica» Палласа приведены 35 видов рода Salix.
Авторы «Британской флоры» предложили сорок пять видов ив. Карл Людвиг Вильденов — 116 видов. Вильгельм Кох описывает 182 вида. Дальше всех идёт Мишель Гандоже, который определил 1600 видов. Работы европейских исследователей Смита (Smith, 1804) Вильденова (Willdenow, 1806), Шлейхера (Schleicher, 1807, 1821), Уэйда (Wade, 1811), Валенберга (Wahlenberg, 1812, 1826), Серэнжа (Seringe, 1815), Фриса (Fries, 1825, 1828, 1832, 1840), Коха (Koch, 1828), Хоста (Host, 1828), Форбса (Forbes, 1829), Садлера (Sadler, 1831), Хукера (Hooker, 1835) отличались тенденцией к описанию узких видов. Ошибкой многих учёных было выделение многочисленных гибридов ив как самостоятельных видов.
В. Л. Комаровым для флоры Маньчжурии (1903) приведены данные о распространении, морфологии, экологии для 16 видов рода Salix, из них один вид — Salix myrtilloides из подрода Chamaetia. Он описал новый для науки вид: эндемик полуострова Камчатка — Salix erythrocarpa (Novitates Asiae Orientalis, 1914).
Э. Л. Вольф внёс значительный вклад (относительно подродов Salix и Vetrix) в изучение ивовых. Им было описано 18 видов ив (1903, 1905, 1906, 1907, 1908, 1909, 1911, 1912, 1929); из них общепризнанными остались пять видов, остальные сведены в синонимы или отнесены к гибридам.
После выхода в 1936 году пятого тома Флоры СССР данные о морфологии, экологии, распространении ивовых обогатились за счёт научных исследований в различных регионах Советского Союза.
В изучение ивовых Сахалина, как, впрочем, и всех кустарниковых и древесных растений острова определённый вклад внёс А. И. Толмачёв.
Л. Ф. Правдиным в 1951 году был выпущен труд «Деревья и кустарники СССР».
Наиболее полно систематику ив изложил русский учёный Алексей Константинович Скворцов в своей книге «Ивы СССР», вышедшей в 1968 г. Им была проведена критическая ревизия всех накопившихся данных. Уточнён видовой состав во флоре СССР. Изучена номенклатура всех таксонов, описанных с территории России, осуществлена типификация, выбраны приоритетные названия. Уточнены диагностические признаки видов, выделены подвиды, составлены определительные ключи.
Споры о систематике ив не закончены до сих пор. Во многих странах существуют свои школы ивоведов.
Крупнейшими ивовыми гербариями являются государственный гербарий США, гербарий Королевского ботанического сада в Англии, экспонаты Музея естественной истории в Париже, десятки университетских ботанических коллекций.

## Хозяйственное значение и использование

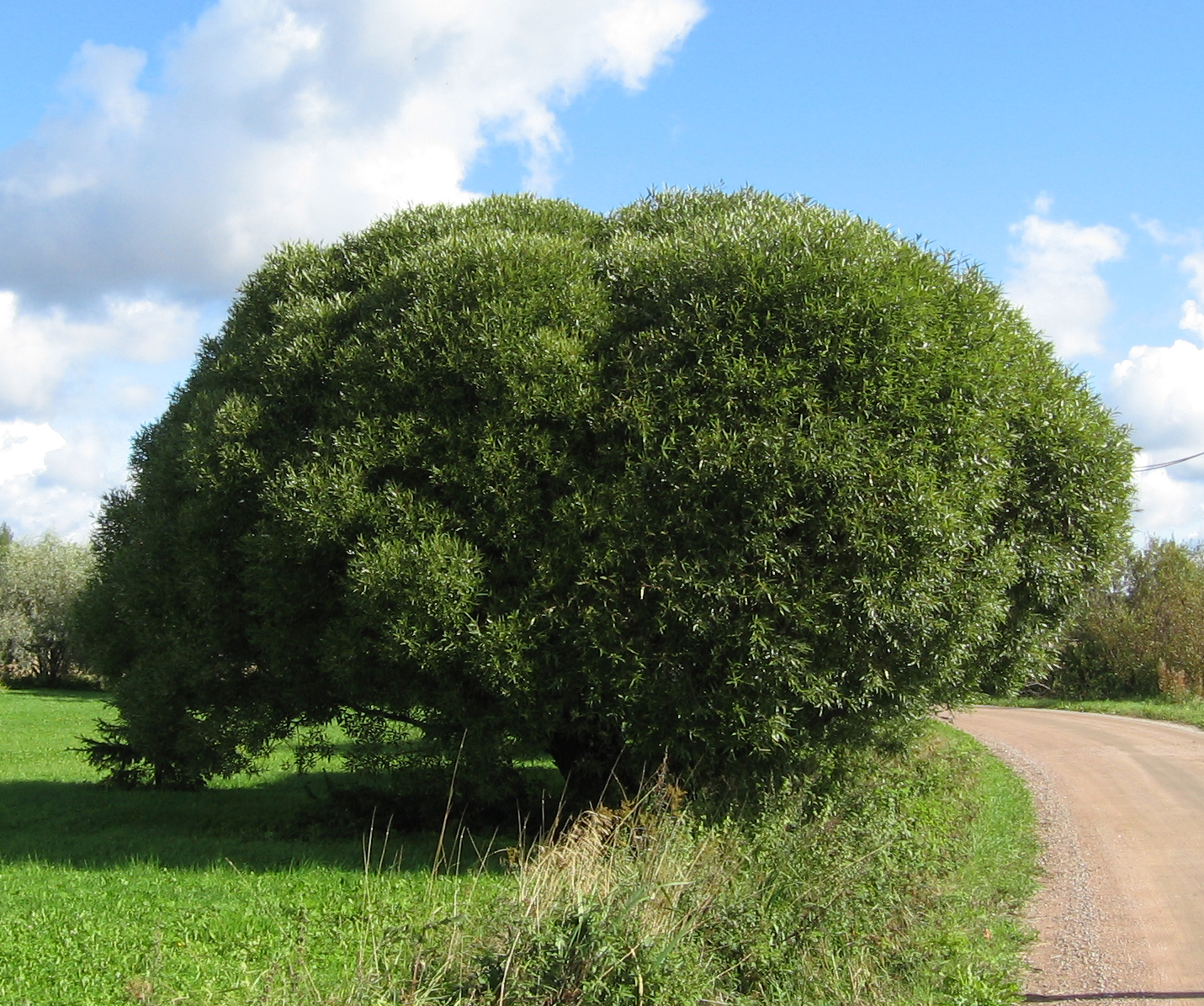
Ива ломкая (Salix fragilis) применяется в декоративных целях

Многие виды декоративны, например: Ива ломкая, ива корзиночная. Благодаря крупным серёжкам, распускающимся задолго до появления листьев, и красноватому цвету коры с восковым налётом весьма декоративны побеги вербы, из-за чего их в массе обламывают весной, особенно в период празднования вербной недели и Вербного воскресенья.
Корни ивы отличаются обильным развитием и многочисленными разветвлениями и потому особенно пригодны для укрепления рыхлых почв и песков (Шелюга, Ива каспийская).
Разведением ивы с успехом пользуются при регулировании горных потоков, закреплении берегов каналов и рек, откосов плотин (Ива белая, Ива ломкая), обрывов и скатов. В противоэрозионных насаждениях в лесостепных и степных районах (Ива белая, Ива ломкая, Ива прутьевидная), для полезащитных и придорожных лесных полос на более влажных почвах, для задержания передвижения летучих материковых песков.
Древесина ив очень легка и мягка, быстро загнивает, идёт на многие поделки и на изготовление деревянной посуды.
Облиственные ветви ивы идут на корм животным, особенно козам и овцам. Ценные медоносы.
Кору многих ив (например, серой, козьей, белой) употребляют для дубления кож.

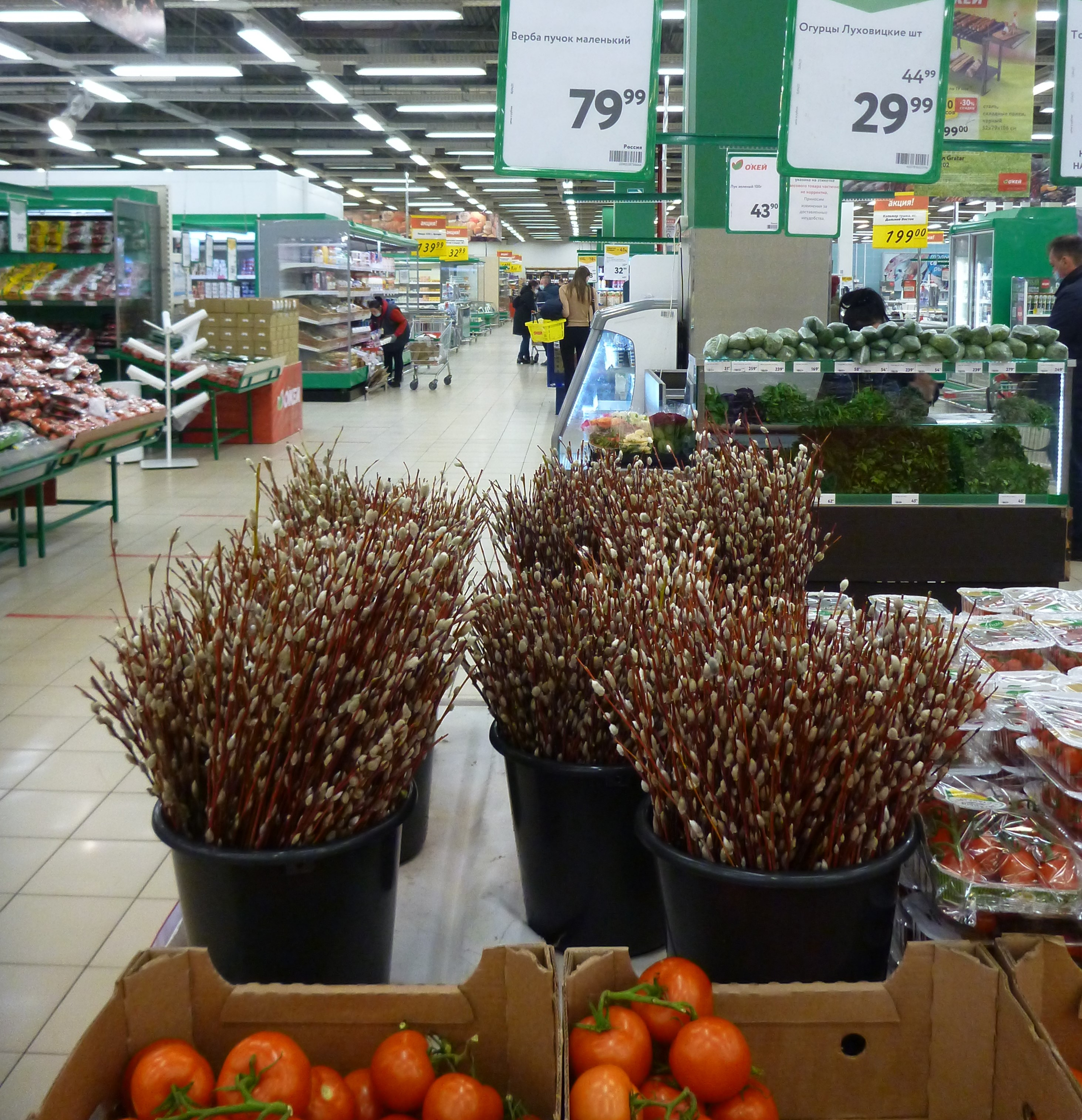
Пучки цветущих веток ивы среди товаров в супермаркете Екатеринбурга за несколько дней до Вербного воскресенья, 2021 год

Ветки молодой ивы используются в русской православной традиции на Вербное воскресенье вместо пальмовых листьев.
В безлесных районах иву используют как строительный материал.
Кора ивы и прутья многих кустарниковых ив (прутовидной, пурпурной (желтолозник), трёхтычинковой и других) используют для изготовления плетёных изделий (посуды, корзин, мебели и тому подобного). Прутья для лозоплетения короче 60 см, ветвистые и с повреждённой корой, называют «зелёный товар», остальные, лучшие, «белый» — очищаемый от коры различными способами. Высший сорт белого товара получается от ивы пурпурной, прутовидной, Гмелина, волчниковой, ломкой; обручи заготовляют преимущественно из прутовидной, Смита и остролистной; на подвязку виноградной лозы во Франции использовали прутья Salix alba var. vitellina, более же крупные материалы — дуговой лес — доставляют ива белая и её гибриды. Особенно хороший материал для плетения даёт ива остролистная. Для этой цели используются не только её надземные побеги, но и корни, достигающие 15 метров. Корзиночный прут дают многие другие виды: каспийская, туранская, Вильгельмса, розмаринолистная и другие, а также их многочисленные гибриды.

### Применение в медицине
По исследованиям Никитина (осенью) и Смирнова (весною), в коре ив содержится танин: у бредины — 12,12 % и 6,43 %, пепельной — 10,91 % и 5,31 %, ветлы — 9,39 % и 4,37 %, ракиты — 9,39 % и 4,68 %, желтолозника — 9,39 % и 4,62 %). По содержанию растительного гликозида — салицина — наиболее богата кора желтолозника.
Промышленное значение как источник «ивового корья» имеют и многие другие ивы, в том числе ива трёхтычинковая (Salix triandra L.), ива пятитычинковая (Salix pentandra L.), ива ушастая (Salix aurita L.), ива росистая (Salix rorida Lacksch.), ива мириколистная (Salix myrsinifolia Sаlisb.) и др.
В листьях некоторых видов содержатся салидрозид, флавоноиды, дубильные вещества. Из флавоноидов преобладают производные лютеолина, обладающие противовирусным действием. В медицинской практике используют листья ивы остролистной (Salix acutifolia Willd.) для получения лютеолина-стандарта и лютеолин-7-глюкозида-стандарта.
Кора ивы обладает антибиотическим действием. В народной медицине отвар коры используют при лечении простуды. Кора некоторых видов содержит гликозид салицин, имеющий лекарственное значение. Экстракты ивовой коры, благодаря наличию салицилатов, обладают противовоспалительным действием. Салициловая кислота была впервые обнаружена именно в иве, отсюда происходит и её название.

### Лесоводство ивы
Из многочисленных видов и разновидностей ив в лесохозяйственном отношении заслуживают внимания:
- белая, ветла, ветловник, ракита (Salix alba L., с разновидностью Salix alba var. vitellina);
- ломкая, ветла, чернотал (Salix fragilis L., с разновидностью Salix russeliana Sm.);
- корзиночная, корзиночник, кузовица, белотал, верболоз, лоза, малокитник, талажчаник (Salix viminalis L., с разновидностью Salix molissima);
- миндальнолистная, ветла, краснолоз, тала, тальник (Salix amygdalina L., Salix triandra L.);
- желтолозник, лозник, тальник (Salix purpurea L., Salix helix Koch, с разновидностями Salix lambertiana и Salix uralensis);
- шелюга, верболоз (Харьк.), краснотал (Salix acutifolia Wild., Salix caspica);
- лохолистная (Salix hyppofaefolia, Salix viminalis × Salix amygdalina);
- римская (Salix smithiana, Salix capraea × Salix viminalis)
- помесь: Salix purpurea × Salix viminalis.

Хотя ивы растут на всех почвах, но более для них пригодны глубокий суглинок или супесок, рыхлые и умеренно влажные. Наиболее требовательна к почве Salix viminalis; шелюга предпочитает лёгкую песчаную почву, а на торфяной почве успешно растут только Salix purpurea и Salix alba; застаивание воды в почве вредно отражается на росте ив. При заложении «ивняков», или «ивовых зарослей», почва обрабатывается осенью на глубину 30—80 см, смотря по её плодородию и сухости, так чтобы верхний растительный слой был перевёрнут вниз, что достигается ручной обработкою в 1—3 штыка лопатой, или проведением борозд двумя идущими один за другим плугами, с почвоуглубителем. Посадка производится весною черенками — частями годовалых прутьев, длиною 25—30 см, срезанных осенью и сохранявшихся до весны в погребе. Черенки размещаются рядами, идущими с юго-востока на северо-запад, при расстоянии между ними 30—40 см и в ряду 10—20 см, что составит от 125 000 до 333 333 черенков на гектар, при этом на рыхлой почве они втыкаются прямо рукой, а на плотной — в отверстие, сделанное железным стержнем, вровень с поверхностью почвы, не оставляя снаружи оконечности черенка. Но при разведении некоторых ив, например, при закладке на сыпучих песках «шелюжников», прямо кладут в плуговые борозды ветви шелюги, одну за другой, прикрывая их слоем песка, поднятым при проведении соседней борозды. Точно так же для безвершинного хозяйства разводят ивы кольями — 2—3 аршина длины и 1—3 вершка толщины, на 1/3 длины воткнутыми в почву.
Сообразно с распределением ивняка на данной площади, различают посадки:
- сплошную, или полевую, когда под неё отводится вся площадь, кроме канав и дорог;
- рядовую, весьма различного вида: а) перемежающуюся — полосами, шириною 1—3 м, чередующимися с полями или виноградниками; б) грядовую — на трясинах и торфяниках, когда ивы выращиваются на грядах, образованных между канавами землёй, вынутой из последних; в) канавную — в которой изогнутые кольцом прутья втыкаются своими концами в стенки канавы и т. п.
- гнездовую, применяемую при укреплении скатов, откосов, берегов рек и проч., состоящую в посадке на площадке проштыкованной почвы, группой, нескольких черенков, или в раскладке их по стенкам ямы, засыпаемой потом землёй, или в помещении двух прутьев, изогнутых дугами и перекрещивающихся между собою в дыру, сделанную колом, и проч.

Уход за ивняками состоит в ручном разрыхлении почвы между рядами, с удалением сорных трав, окучивании землёю пней и даже удобрении почвы — перуанским гуано, страссфуртскими солями или пролежавшим год компостом. Неблагоприятно влияют на ведение хозяйства в ивняках: град, поздние весенние заморозки, выпас скота.

### Селекция
Плакучие ивы, особенно сотворённые человеком — одна из самых запутанных групп растений. Наиболее приспособленные для суровых условий плакучие ивы — это гибриды между ивой вавилонской (Salix babylonica), белой (Salix alba), ломкой (Salix fragilis) и прелестной (Salix х blanda). Многие из этих гибридов тоже страдают от низких температур. Но установить, какие именно, опираясь на название, невозможно, так как их номенклатура безнадёжно запутана. Под одним и тем же именем могут быть разные гибриды, и наоборот. К тому же, нет достоверных признаков, по которым их можно идентифицировать. Высказываются пожелания отказаться от старых имён культиваров и дать новые, хорошо задокументированные. В России селекцией морозоустойчивых ив занимался В.И. Шабуров. Он является автором более двух десятков интересных и перспективных извилистых, низкорослых и плакучих сортов.

## В культуре

### Народные приметы
- Увидел на вербе пушок — и весна под шесток.
- Ива рано инеем покрылась — к долгой зиме[11].

## Классификация

### Таксономия
- Salix L., 1753, Sp. Pl. : 1017

Род Ива включается в семейство Ивовые (Salicaceae) порядка Мальпигиецветные (Malpighiales), последовательно входящего в более крупные клады Фабиды → Розиды → Суперрозиды → Эвдикоты → Цветковые растения. Таксономическая схема в соответствии с Системой APG IV по состоянию на июнь 2025 года:
|  |                          |  |                                   |                                   |                  |  | еще 35 семейств |              |              |                                                               |
|  |                          |  |                                   |                                   |                  |  |                 |              |              | 624 подтвержденных вида и 1 032 вида, ожидающих подтверждения |
|  |                          |  |                                   | порядок Мальпигиецветные          |                  |  |                 |              | род Ива      |                                                               |
|  |                          |  |                                   | порядок Мальпигиецветные          |                  |  |                 |              | род Ива      |                                                               |
|  | клада Цветковые растения |  |                                   |                                   | семейство Ивовые |  |                 |              |              |                                                               |
|  | клада Цветковые растения |  |                                   |                                   |                  |  |                 |              |              |                                                               |
|  |                          |  | ещё 63 порядка цветковых растений | ещё 63 порядка цветковых растений |                  |  |                 | еще 55 родов | еще 55 родов |                                                               |
|  |                          |  |                                   | ещё 63 порядка цветковых растений |                  |  |                 |              | еще 55 родов |                                                               |

### Виды
Некоторые из них:
- Salix acmophylla — Ива иглолистная
- Salix acutifolia — Ива остролистная, или Верба, или Краснотал, или Шелюга
- Salix alba typus[1] — Ива белая, или Ветла
- Salix arctica — Ива арктическая
- Salix babylonica — Ива вавилонская, или Ива плакучая
- Salix caprea — Ива козья, или Бредина, или Ракита, или Ива Хультена
- Salix cinerea — Ива пепельная, или Ива серая, или Ива пепельно-серая
- Salix daphnoides — Ива волчниковая, или Шелюга жёлтая, или Верба
- Salix fragilis — Ива ломкая, или Ракита
- Salix gmelinii — Ива Гмелина, или Ива шерстистопобеговая, включая Salix burjatica — Ива бурятская
- Salix herbacea — Ива травянистая
- Salix lanata — Ива мохнатая
- Salix lapponum — Ива лопарская, или Ива лапландская
- Salix myrsinifolia — Ива мирзинолистная, или Ива чернеющая
- Salix myrsinifolia subsp. borealis — Ива северная
- Salix myrtilloides — Ива черничная, или Ива черниковидная
- Salix pentandra — Ива пятитычинковая, или Чернотал, или Чернолоз
- Salix phylicifolia — Ива филиколистная, или Ива двухцветная
- Salix purpurea — Ива пурпурная, или Желтолозник
- Salix reticulata — Ива сетчатая
- Salix rosmarinifolia — Ива розмаринолистная, или Ницелоз, или Нетала
- Salix starkeana — Ива Штарке
- Salix triandra — Ива трёхтычинковая, или Ива миндальнолистная
- Salix viminalis — Ива прутовидная, или Ива корзиночная, или Ива лозная

### Синонимы
- Argorips Raf.
- Biggina Raf.
- Capraea Opiz
- Chamitea A.Kern.
- Chosenia Nakai
- Diamarips Raf.
- Diplima Raf.
- Diplopia Raf.
- Diplusion Raf.
- Disynia Raf.
- Gruenera Opiz
- Knafia Opiz
- Lusekia Opiz
- Nectolis Raf.
- Nectopix Raf.
- Nectusion Raf.
- Nestylix Raf.
- Oisodix Raf.
- Opodix Raf.
- Pleiarina Raf.
- Psatherips Raf.
- Ripselaxis Raf.
- Ripsoctis Raf.
- Sokolofia Raf.
- Telesmia Raf.
- Urnectis Raf.
- Usionis Raf.
- Vetrix Raf.
- Vimen Raf.

## Галерея

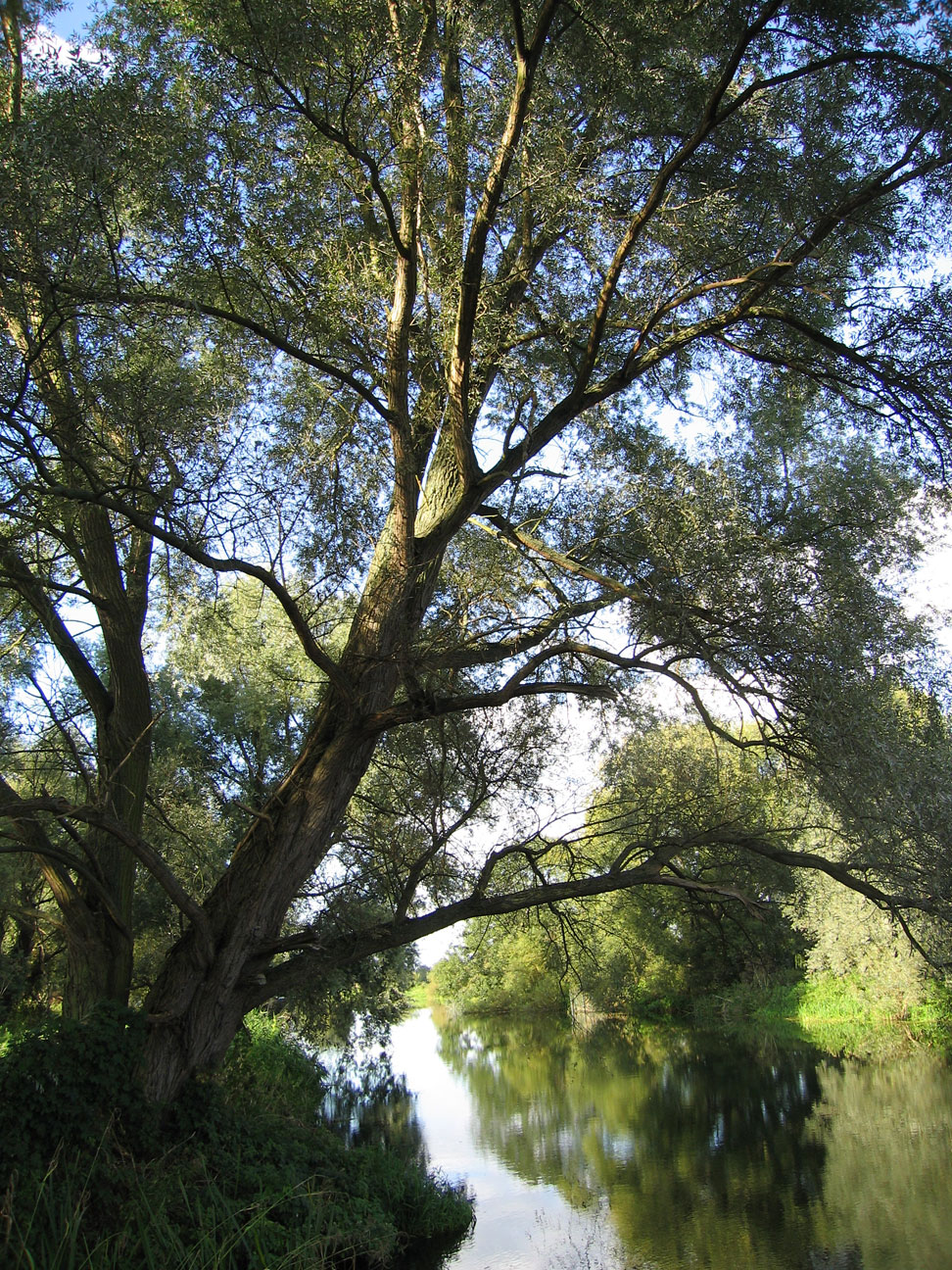
Ива белая
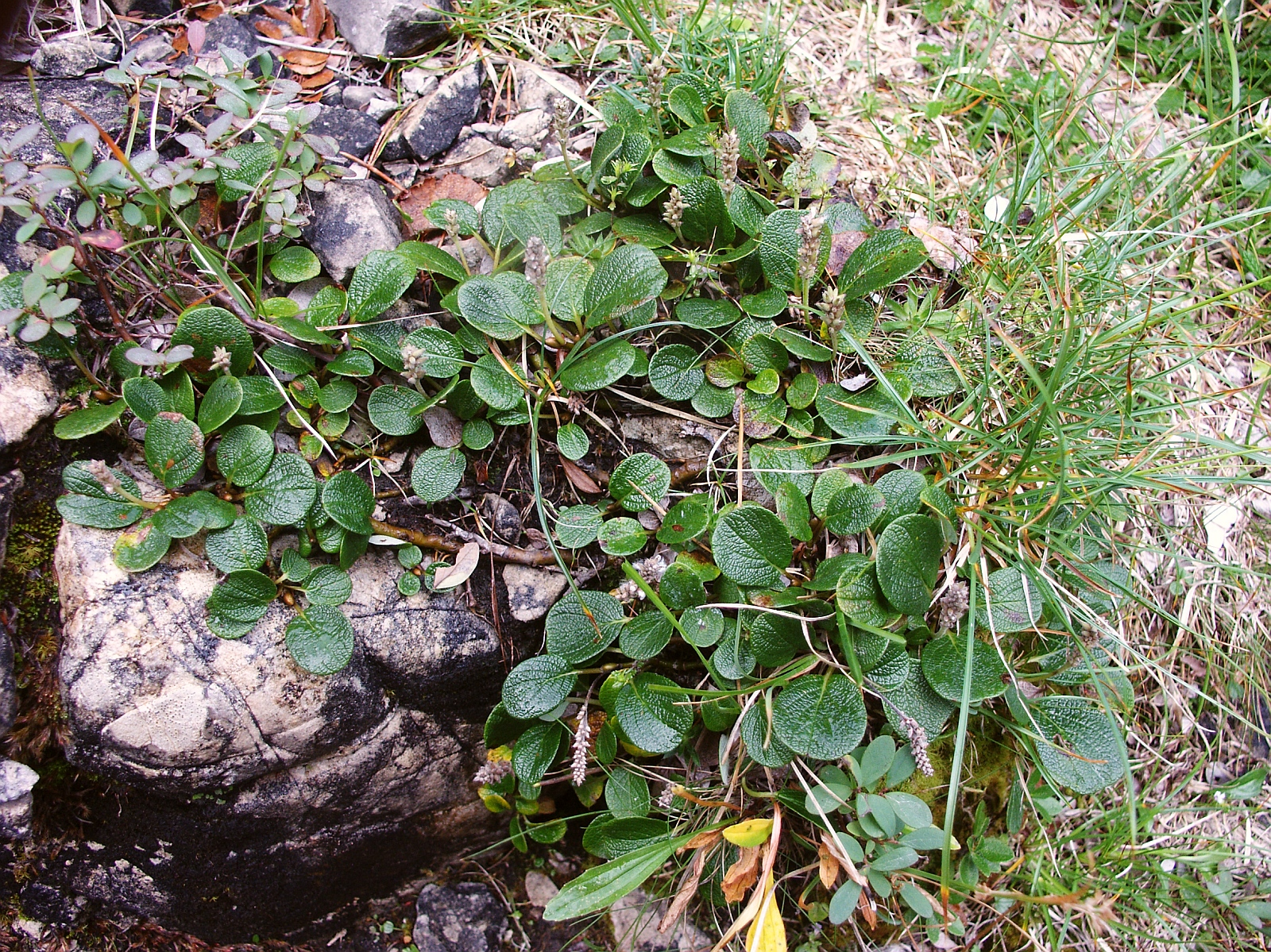
Ива сетчатая
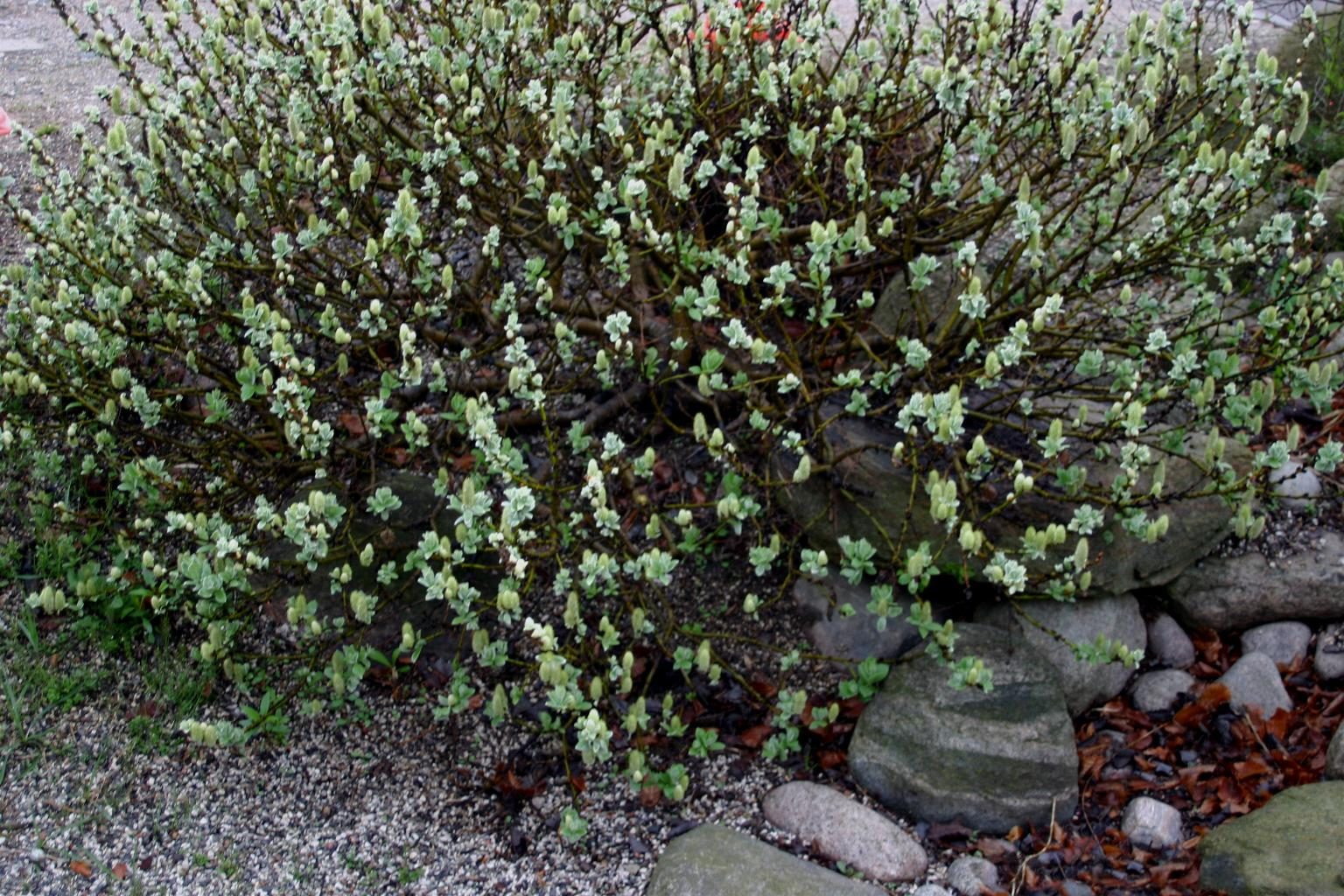
Ива мохнатая